# Lophyra cerina
Lophyra cerina is een keversoort uit de familie van de loopkevers (Carabidae). De wetenschappelijke naam van de soort is voor het eerst geldig gepubliceerd in 1987 door Naviaux & Acciavatti.